# Jiří Jirout
Jiří Jirout (14. března 1953 – 10. července 2000) byl československý motocyklový závodník, reprezentant v ploché dráze. Jeho synem byl plochodrážní závodník Marian Jirout.

## Závodní kariéra
V Mistrovství Československa jednotlivců startoval v letech 1975-1981, nejlépe skončil v roce 1976 na 8. místě. V Mistrovství Československa na dlouhé ploché dráze skončil nejlépe v roce 1979 na 2. místě. V Mistrovství Československa dvojic skončil v roce 1979 na 4. místě. V roce 1974 se stal juniorským mistrem Československa. V letech 1974-1980 pravidelně startoval v kvalifikačních závodech mistrovství světa jednotlivců, nejlépe skončil v roce 1978 na 16. místě v kontinentálním polofinále. V mistrovství světa na dlouhé ploché dráze startoval v letech 1978-1981, nejlépe skončil na 8. místě v roce 1978. Startoval i v ploché dráze na ledě, v letech 1978 a 1979 shodně skončil na 12. místě ve světovém finále. V roce 1979 skončil na druhém místě v Mistrovství světa družstev v ledové ploché dráze (se Zdeňkem Kudrnou). V roce 1980 vyhrál závod o Zlatou přilbu SNP v Žarnovici.